# Heenes
Heenes ist ein Stadtteil von Bad Hersfeld im osthessischen Landkreis Hersfeld-Rotenburg.

## Geographie
Benachbarte Orte (im Uhrzeigersinn) sind Tann und Rohrbach im Nordosten, der Wehneberg im Osten, Kalkobes im Südosten, Allmershausen im Südwesten und Biedebach im Nordwesten. Die Gemeinde Ludwigsau grenzt im Norden an. Heenes ist zu 2/3 von Wald umgeben; im Nordnordwesten erhebt sich die 448 m ü. NN hohe Haukuppe. Im Südwesten liegt das Hoherot auf 325,9 m ü. NN.

Wiese in der Nähe von Heenes.

Sonnenaufgang bei Heenes im Sommer

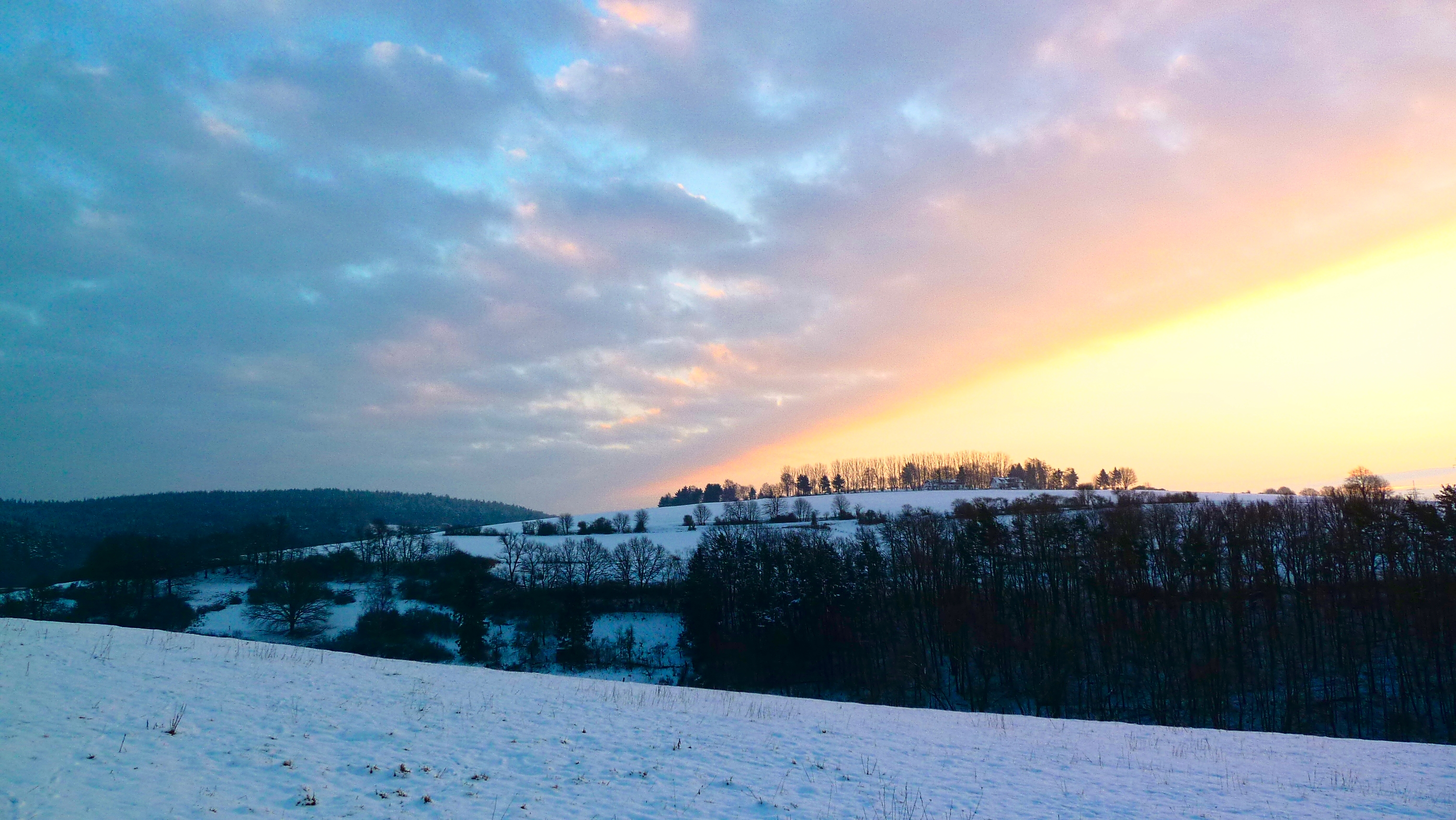
Sonnenaufgang bei Heenes im Winter

Der Stadtteil ist über die Kreisstraße 40 erreichbar, die zwischen Bad Hersfeld und dem Stadtteil Allmershausen von der Bundesstraße 324 abzweigt. Das bebaute Gebiet liegt auf 232 m ü. NN im Bereich der Mündung des Heenesbaches in den Geisbach und steigt bis auf 305 m ü. NN an den Hängen Richtung Haukuppe an.
Der Heenesbach entspringt oberhalb von Heenes, durchfließt den Ort als Wasserlauf III. Ordnung und mündet nach 2 km zwischen der Glimmesmühle und Kalkobes in den Geisbach.

## Geschichte

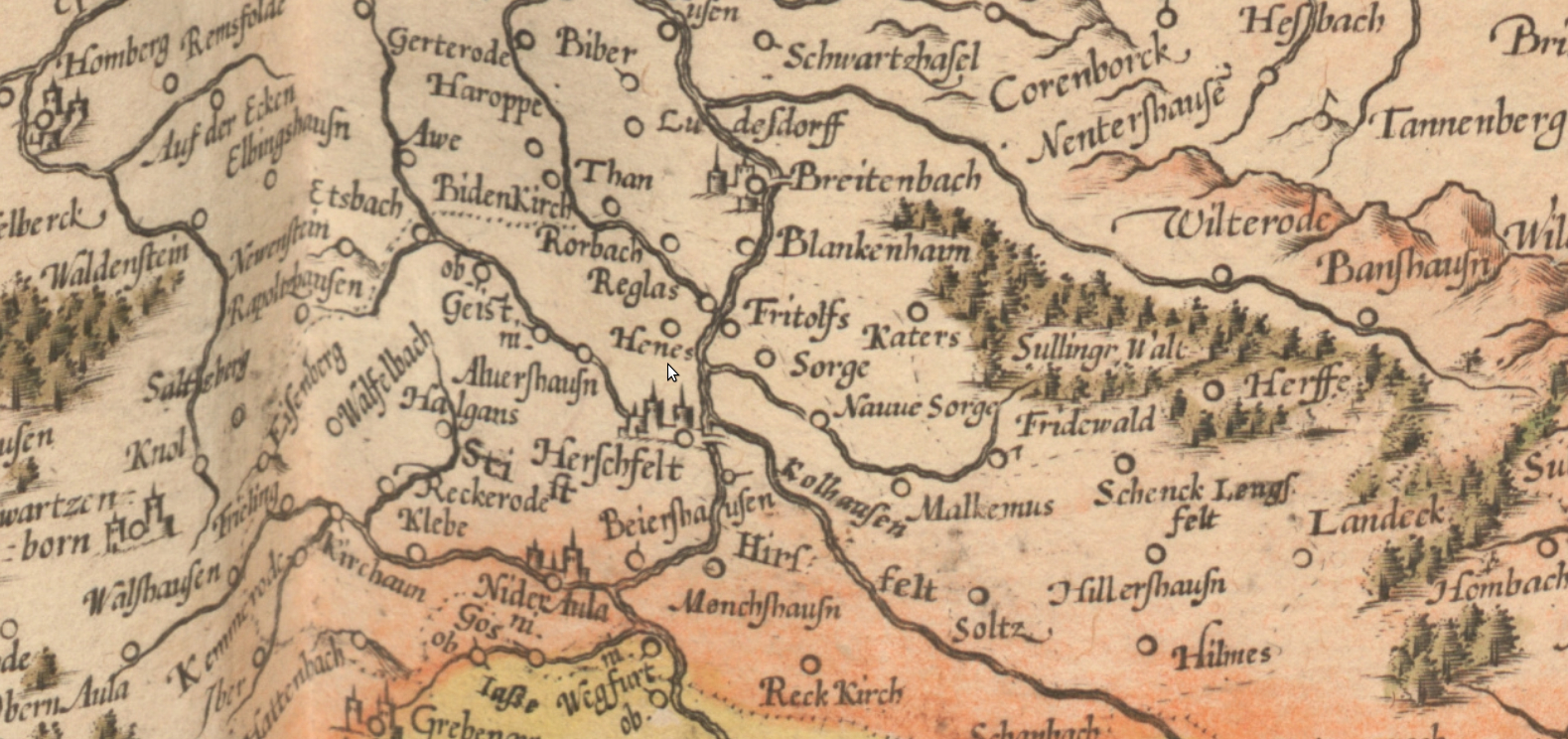
Darstellung von Heenes (Pfeil) im Atlas sive cosmographicae meditationes de fabrica mundi et fabricati figura (Mercator, 1595)

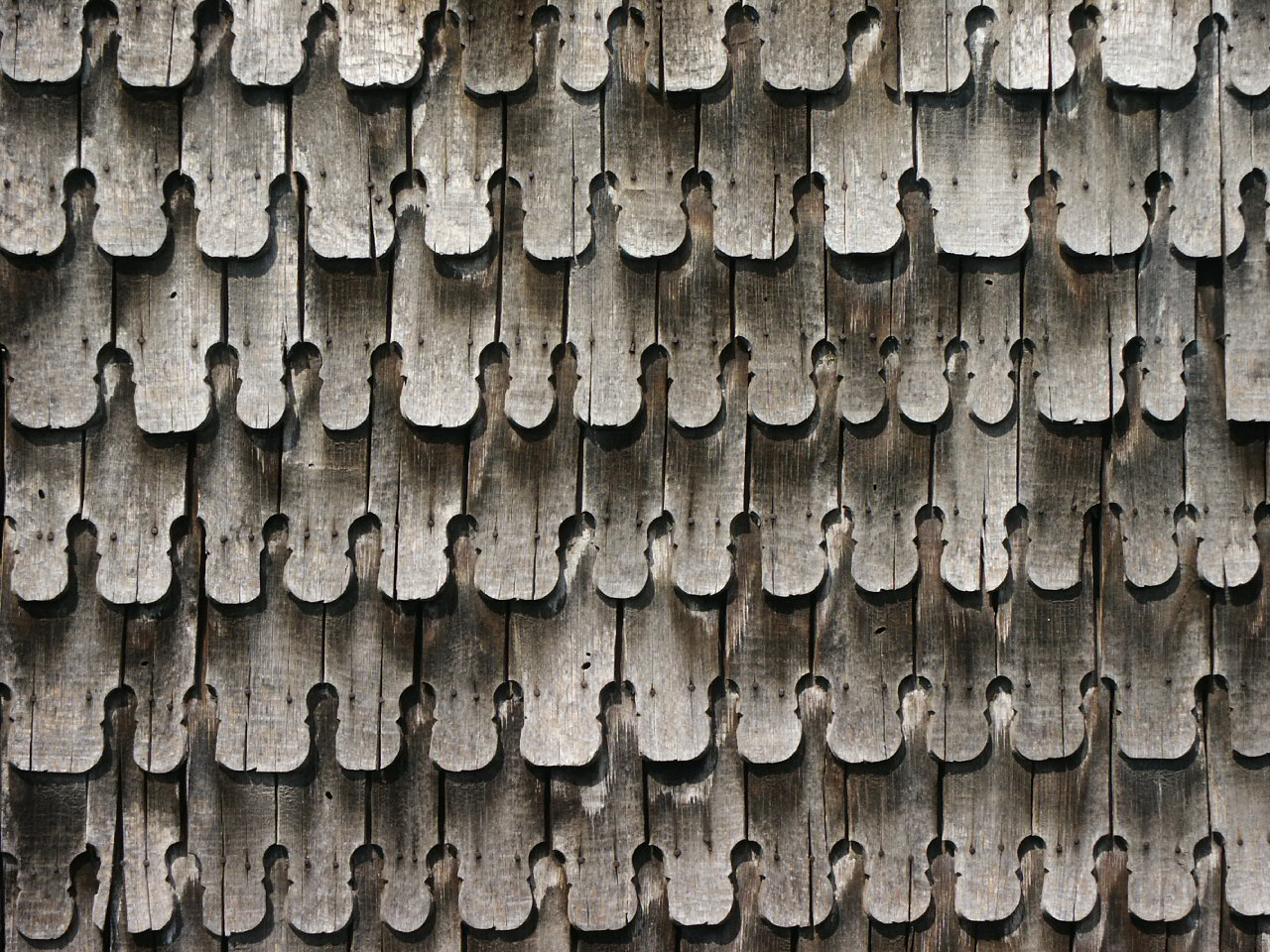
Historische Fassade an einem Gebäude in Heenes.

### Ortsgeschichte
Der Ort ist über 700 Jahre alt und wurde 1322 als villa Heynes (Ort am Hain) erstmals urkundlich erwähnt. Der Namensbestandteil -hain lässt jedoch auf eine frühere Besiedlung in der Periode vom 8. – 12. Jahrhundert schließen. Die Siedlung hatte sich um einen Lehnhof entwickelt. Die „Heeneser Mühle“ eine Wassermühle und 1597 erstmals erwähnt, diente bis in die Mitte des 19. Jahrhunderts zum Mahlen des Getreides.
Zwischen 1624 und 1626 starben 34 Einwohner an der Pest. Die Bevölkerung von Heenes ging im Dreißigjährigen Krieg von 17 Personen auf 10 zurück. Acht Hofstätten waren wüst geworden.
Die Ortschaften Heenes, Kalkobes und Allmershausen benutzten zunächst (seit undenkbaren Zeiten) als Teil des Kirchspiels Hersfeld gemeinsam die Kirche und den Begräbnisplatz auf dem Frauenberg, erst 1912 wurde in Heenes ein eigener Friedhof angelegt. Drei Heeneser Schulperioden sind historisch dokumentiert: 1722 wurde der erste Lehrer erwähnt (Hans Georg Lentz, der zugleich Leinwebmeister war), das zweite Schulhaus wurde im Dezember 1839 in Betrieb genommen und das dritte am 8. September 1952 eingeweiht. Kirche und Schule gingen zunächst räumlich eng miteinander einher: Gottesdienste fanden im Schulhaus statt. Die Kirchengemeinde erwarb 1952 das nun freigewordene zweite Schulgebäude, das 1965 abgerissen wurde. Im selben Jahr wurde das neue evangelische Gemeindehaus eingeweiht.
Der in Heenes gefundene Muschelkalk wurde in drei Kalköfen zu Düngerkalk und Mörtel verarbeitet. Der erste Kalkofen wurde 1747 erwähnt. Die historischen Standorte dieser Anlagen waren die heutige Ernst-Reuter-Straße 4 sowie die Südseite des Ziegenrücks. Eine weitere wirtschaftliche Nutzung des Muschelkalkes bestand im Anbau von Linsen in Heenes. Dies mag zur Prägung der volkstümlichen Ortsbeinamen „Linseloch“ oder „Bad Lins“ geführt haben.
Bis in die Mitte des 19. Jahrhunderts wurden die um Heenes wachsenden Nadelhölzer, insbesondere Fichte und Kiefer von ortsansässigen Pechsiedern zur Gewinnung von Pech benutzt. Das Pech wurde u. a. zum Abdichten von Fässern verwendet. 1,2 km nordwestlich von Heenes sowie im mittleren Teil des Hottenbachtals befanden sich jeweils ein Brennofen. Bis 1955 wurde Harz erzeugt.
Eine Hebamme, gemeinsam verpflichtet von Heenes, Kalkobes und Allmershausen, wurde 1802 erstmals in einer Gemeinderechnung erwähnt. 1845 finanzierte die Gemeinde Heenes mit 7 Talern die Ausbildung einer eigenen Hebamme an der Hebammenschule in Marburg.
Die frühere traditionelle Bekleidung der Frauen ist der Hersfelder Tracht zuzuordnen. Besonderes Kennzeichen war die Kopfbedeckung mit der spitzen Haube, die als „Hubbeltracht“ bezeichnet wurde. Nach der Wende ins 20. Jahrhundert verlor die Kopfbedeckung immer mehr an Bedeutung und später erfolgte ein Übergang zur städtischen Mode. 1934 trugen 48 von 184 Frauen (26 %) Tracht. Nach einem Bericht von 1879 bestand die Sommerbekleidung der Männer aus schwarzer Tuchmütze, blau und weiß getupptem Halstuch, blauem leinenen Kittel, schwarzgestreifter baumwollener Hose sowie leinenem Hemd und Schuhen.
Während des Siebenjährigen Krieges (1756–1763) befanden sich französische Truppen in Heenes. 1812 fand ein Heeneser im Russlandfeldzug Napoleons den Tod. An den Befreiungskriegen gegen Napoleon nahmen 13 Männer des Dorfes teil, von denen im Jahr 1814 einer fiel. 1866 zog ein Heeneser in den Deutschen Krieg; 1870–1871 waren drei im Deutsch-Französischen Krieg. Im Ersten Weltkrieg waren 11 und im Zweiten Weltkrieg 35 Gefallene oder Vermisste zu beklagen. Am 31. März 1945 wurde das Dorf durch amerikanischen Truppen vom Faschismus befreit.
Auf dem Höhepunkt einer Streikaktion der Textilbranche im Jahr 1958 kam es zu heftigen verbalen Auseinandersetzungen zwischen Arbeitswilligen und Streikenden. Laut Polizeibericht hatten sich 250 bis 300 Personen um einen Omnibus gestaut, der streikbrechende Textilarbeiter nach Heenes brachte. Die Arbeiter wurden sodann unter Polizeischutz mit gezogenen Gummiknüppeln in ihre Wohnungen begleitet.
1968 wurde Heenes Gebietssieger im Wettbewerb: „Unser Dorf soll schöner werden“.
Zum 31. Dezember 1971 wurde im Zuge der Gebietsreform in Hessen die bis dahin selbständige Gemeinde Heenes in die Kreisstadt Bad Hersfeld eingegliedert. Für den Stadtteil Allmershausen wurde ein Ortsbezirk mit Ortsbeirat und Ortsvorsteher nach der Hessischen Gemeindeordnung eingerichtet.
Heenes wurde 1990 in das Dorferneuerungsprogramm des Landes Hessen aufgenommen, sodass für das darauffolgende Jahrzehnt die architektonische Verbesserung der öffentlichen Gebäude, des Kanal- und des Straßensystems prägend waren.
Am 22. Mai 2009 nahm Heenes an der Abstimmung zum Einzug ins Finale des vom Hessischen Rundfunk ausgerichteten Wettbewerbes „Dolles Dorf“ teil.

### Auswanderung

Gedenktafel zur Erinnerung an deutsche Einwanderer (Jamestown, Virginia, USA).

Valentin Hack, ein Soldat des Hersfelder Infanterieregiments Prinz Karl, der 1776–1783 infolge des Soldatenhandels unter Landgraf Friedrich II. von Hessen-Kassel am Amerikanischen Unabhängigkeitskrieg teilnahm, verblieb in den Vereinigten Staaten. Weitere Heeneser folgten ihm Mitte bis Ende des 19. Jahrhunderts, u. a. nach Vermilion im US-Bundesstaat Ohio, einem Ort, der seit 1852 eine deutsche evangelische Kirche hatte und 1860 275 Einwohner zählte. Als wesentlicher „Push“-Faktor der Auswanderung ist die vorherrschende Armut anzusehen: 1846 erwarb die Gemeinde Heenes von der Renterei Niederaula für 52 Taler Brotfrucht, um diese unter den Bedürftigen zu verteilen. Die Auswanderungswelle nach Amerika ebbte nach 1900 ab, als die Industrie in Hersfeld einen Aufschwung erfuhr.

### Bevölkerung
1859 hatte Heenes 295 Einwohner. Davon war ein Bewohner blind, ein weiterer gehörlos und ein dritter an einer geistigen Behinderung erkrankt. Neben der Pest war Heenes von weiteren Epidemien betroffen: 1902 verstarben drei Schulkinder an Scharlach und in den Jahren 1936/37 trat Diphtherie auf.
Einwohnerentwicklung
| Heenes: Einwohnerzahlen von 1823 bis 2011 | Heenes: Einwohnerzahlen von 1823 bis 2011 | Heenes: Einwohnerzahlen von 1823 bis 2011 | Heenes: Einwohnerzahlen von 1823 bis 2011 | Heenes: Einwohnerzahlen von 1823 bis 2011 |
| --- | ----------------------------------------- | ----------------------------------------- | ----------------------------------------- | ----------------------------------------- |
| Jahr |                                           |                                           |                                           | Einwohner                                 |
| 1823 | 1823                                      |                                           | 217                                       | 217                                       |
| 1834 | 1834                                      |                                           | 234                                       | 234                                       |
| 1840 | 1840                                      |                                           | 259                                       | 259                                       |
| 1846 | 1846                                      |                                           | 258                                       | 258                                       |
| 1852 | 1852                                      |                                           | 278                                       | 278                                       |
| 1858 | 1858                                      |                                           | 254                                       | 254                                       |
| 1864 | 1864                                      |                                           | 268                                       | 268                                       |
| 1871 | 1871                                      |                                           | 234                                       | 234                                       |
| 1875 | 1875                                      |                                           | 245                                       | 245                                       |
| 1885 | 1885                                      |                                           | 261                                       | 261                                       |
| 1895 | 1895                                      |                                           | 271                                       | 271                                       |
| 1905 | 1905                                      |                                           | 301                                       | 301                                       |
| 1910 | 1910                                      |                                           | 303                                       | 303                                       |
| 1925 | 1925                                      |                                           | 328                                       | 328                                       |
| 1939 | 1939                                      |                                           | 394                                       | 394                                       |
| 1946 | 1946                                      |                                           | 500                                       | 500                                       |
| 1950 | 1950                                      |                                           | 464                                       | 464                                       |
| 1956 | 1956                                      |                                           | 444                                       | 444                                       |
| 1961 | 1961                                      |                                           | 476                                       | 476                                       |
| 1967 | 1967                                      |                                           | 537                                       | 537                                       |
| 1970 | 1970                                      |                                           | 591                                       | 591                                       |
| 1980 | 1980                                      |                                           | ?                                         | ?                                         |
| 1994 | 1994                                      |                                           | 885                                       | 885                                       |
| 2004 | 2004                                      |                                           | 1.018                                     | 1.018                                     |
| 2011 | 2011                                      |                                           | 918                                       | 918                                       |
| Datenquelle: Historisches Gemeindeverzeichnis für Hessen: Die Bevölkerung der Gemeinden 1834 bis 1967. Wiesbaden: Hessisches Statistisches Landesamt, 1968. Weitere Quellen: bis 1970 LAGIS; nach 1980. Stadt Bad Hersfeld; Zensus 2011 |                                           |                                           |                                           |                                           |

## Politik
Für Heenes besteht ein Ortsbezirk (Gebiete der ehemaligen Gemeinde Heenes) mit Ortsbeirat und Ortsvorsteher nach der Hessischen Gemeindeordnung. Der Ortsbeirat besteht aus neun Mitgliedern.
Mit einer Wahlbeteiligung von 60 % wurde 2011 der Ortsbeirat gewählt. Auf die „Bürger für Heenes“ (BfH) entfielen 49,5 % der Stimmen (4 Sitze), auf die SPD entfielen 39,4 % der Stimmen (4 Sitze) und auf die CDU 11,2 % der Stimmen (1 Sitz). Zum Ortsvorsteher wurde Hans Werner Heyer gewählt. Zur Stellvertreterin wurde Martina Pfeffer (ebenfalls BfH) gewählt.

## Wirtschaft und Infrastruktur

### Wirtschaftsstruktur
Die bauliche Struktur des Ortes ist durch den alten dörflichen Ortskern geprägt, der als Kulturdenkmal geschützt ist und nach und nach durch ein Neubaugebiet erweitert wurde.
Funktioneller Mittelpunkt des Dorfes ist das 1997 renovierte Gemeinschaftshaus sowie die im Zentrum gelegene Kirche, die der evangelischen Matthäusgemeinde angehört. Heenes verfügt über einen städtischen Kindergarten sowie mehrere Spielplätze. Das Sozialleben wird durch mehrere Vereine mitgeprägt: den 1907 gegründeten Sportverein Heenes, den Schützenverein 1897 e. V., die Freiwillige Feuerwehr sowie den VdK-Ortsverband.
Heenes ist überwiegend Wohnsitz von Berufspendlern. Einige nebenerwerbstätige Landwirte, handwerkliche Betriebe, Dienstleister, sowie Logistikunternehmen sind am Ort ansässig.

### Verkehr
Heenes ist in das StadtBus-System des ÖPNV der Stadt Bad Hersfeld eingebunden, das wiederum dem Nordhessischen Verkehrsverbund (NVV) angeschlossen ist. Über den 4 km entfernten Bahnhof Bad Hersfeld besteht Zugang zum ICE-Netz der Deutschen Bahn. Straßenverkehrsanbindung besteht über die Kreisstraße 40, die Bundesstraßen 324, 62 und 27, die Autobahnen 4 und 7. Der Flughafen Frankfurt Main ist 152 km, Kassel-Calden (2013 eröffnet) 80 km entfernt.

### Tourismus

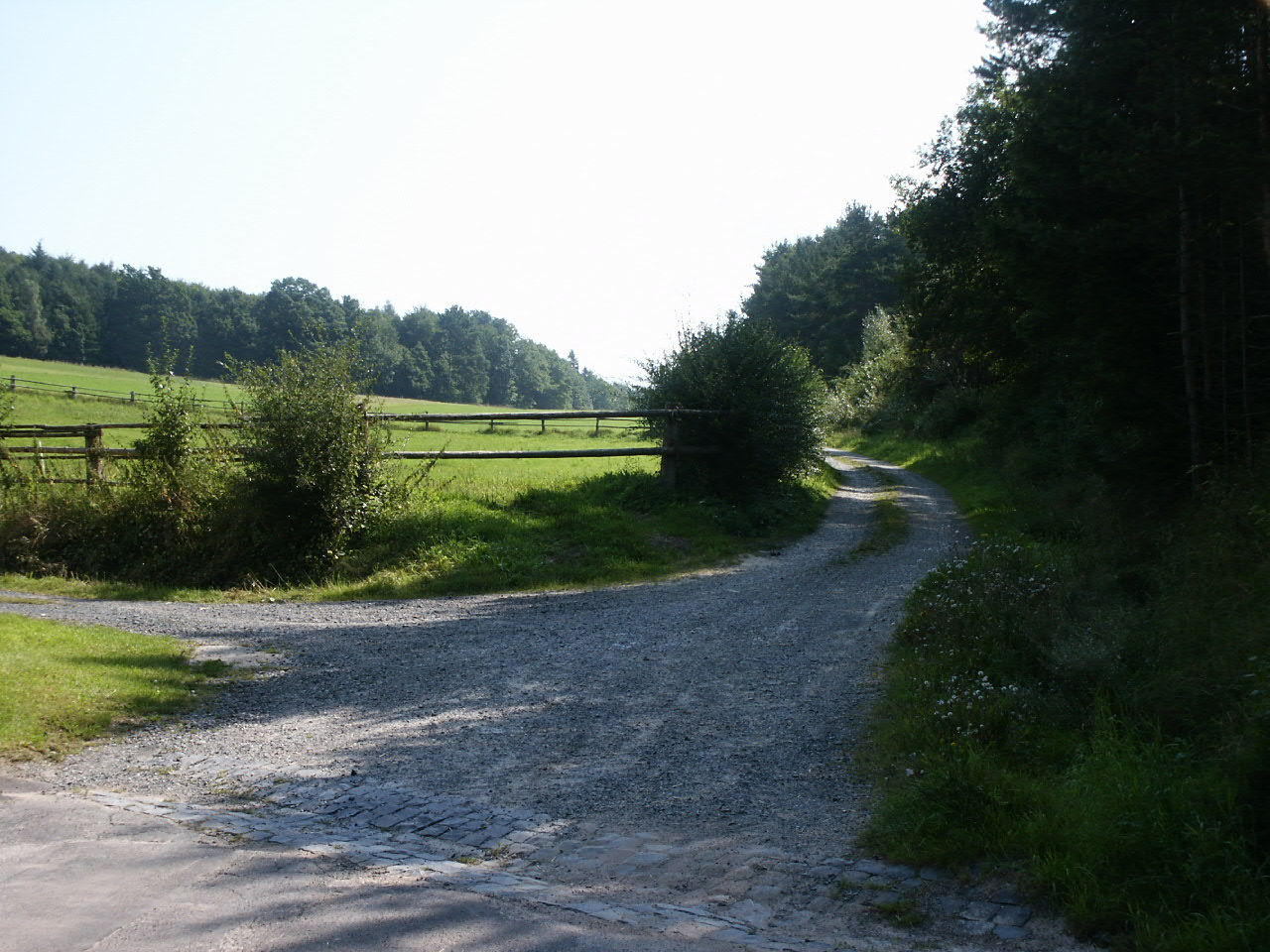
Wanderweg um Heenes.

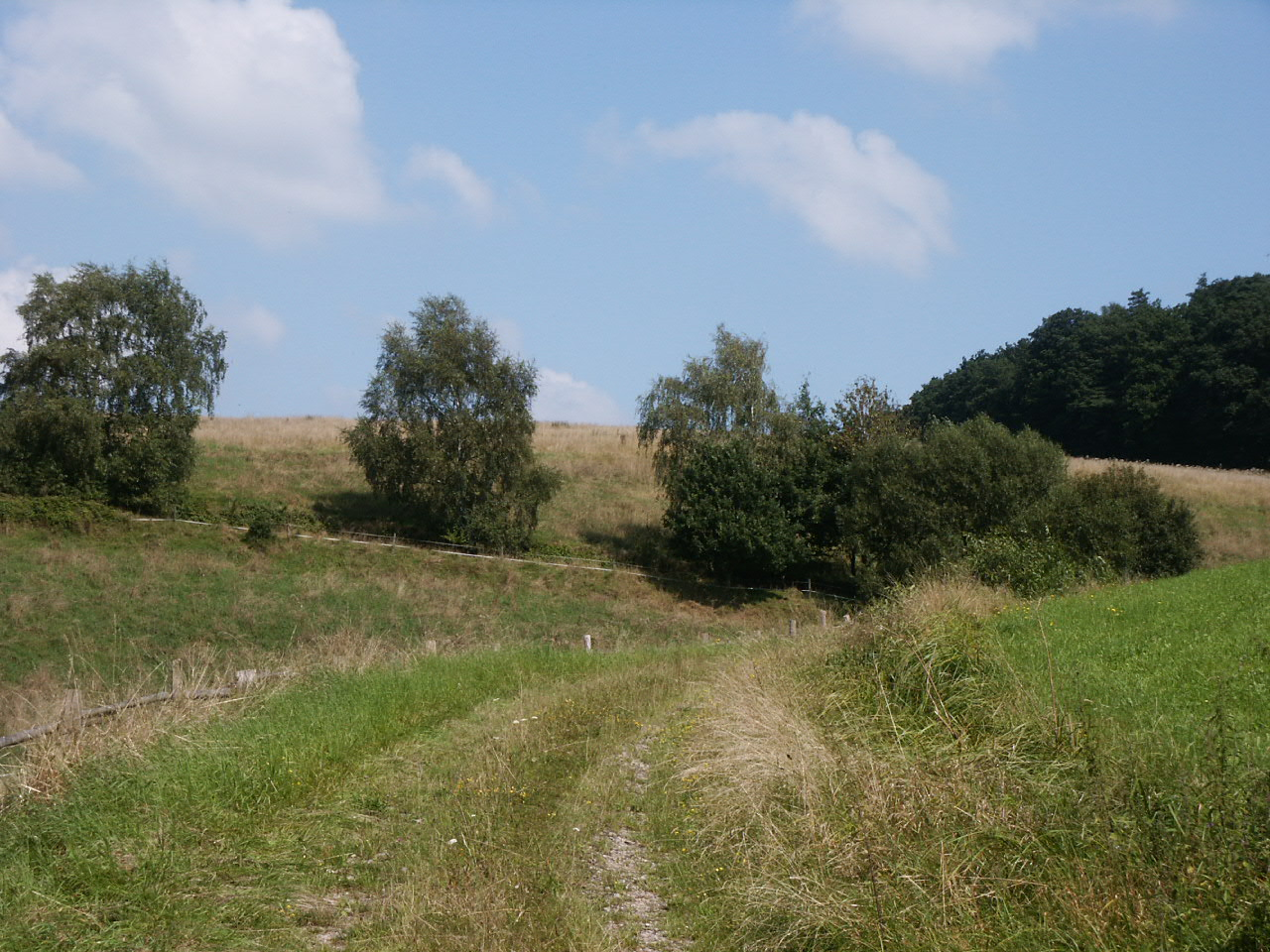
Wanderweg um Heenes.

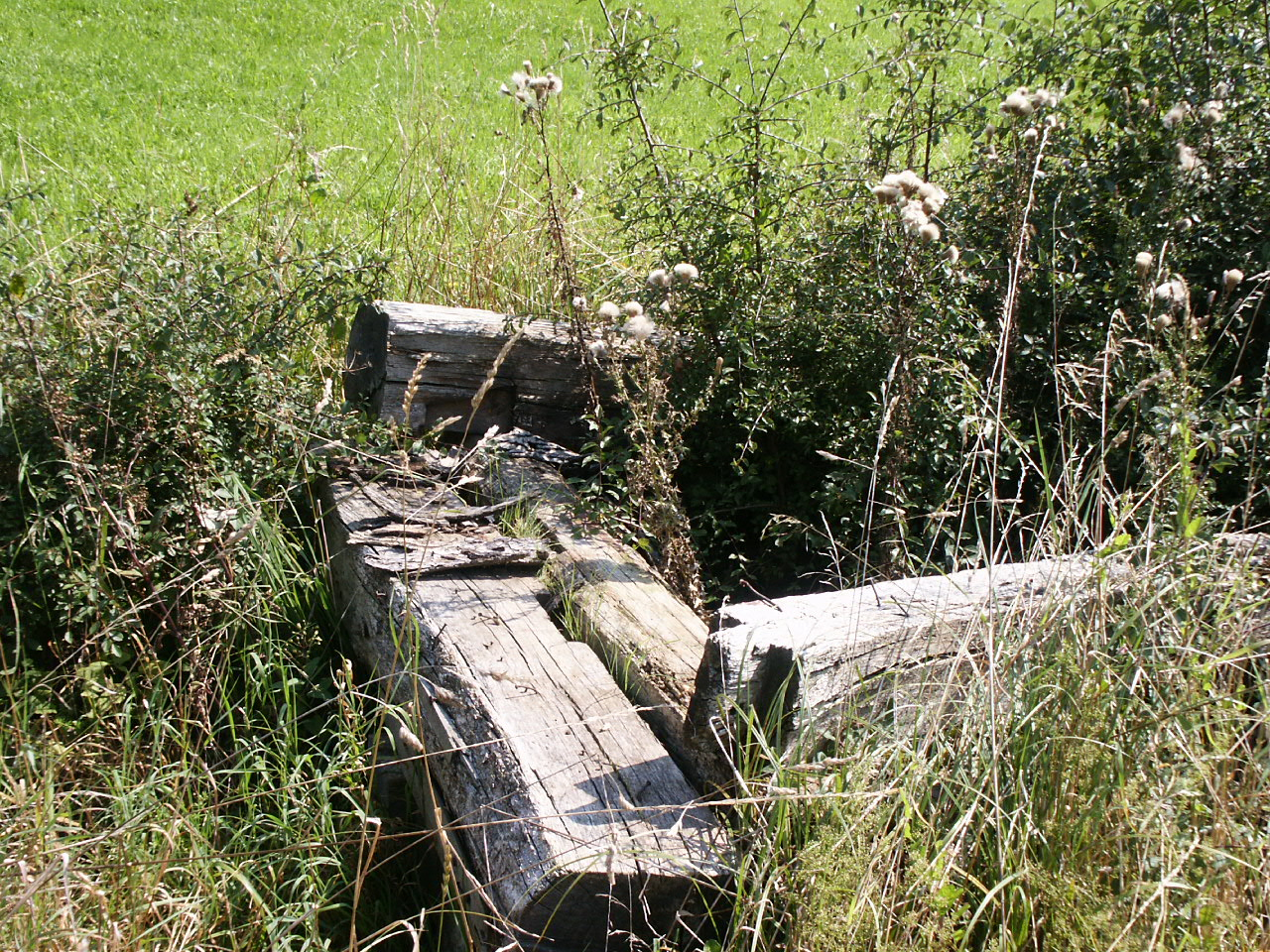
Wanderweg um Heenes.

Touristisch attraktiv sind vor allem die um den Stadtteil führenden Wald- und Wanderwege. Nordöstlich vom Dorf oberhalb des Hasenberges am Waldrand (Stadtholz) sowie westlich von Heenes im Tannenwald finden sich bronzezeitliche Hügelgräber. Im Distrikt 104 und 110 des Forstrevierbezirkes Heenes liegen Grabhügel aus der jüngeren Steinzeit. Von besonderem geologischen Interesse ist der von Heenes ausgehende Hersfelder Graben, eine 110 bis 460 m breite Formation, die von in Buntsandstein eingebrochenem Muschelkalk ausgefüllt wird. Es stehen Ferienwohnungen und Privatzimmer zur Verfügung. Zu den kulinarischen Spezialitäten zählt die Ahle Wurst.

### Trinkwasser und Energie
Das von den Stadtwerken Bad Hersfeld nach Heenes gelieferte Trinkwasser liegt im Härtebereich 2 (entspricht 15 °dH). Photovoltaikanlagen tragen zur Energieversorgung des Ortes bei. In dem an Heenes angrenzenden Stadtwald wurde ab 2014 ein Windenergiepark mit sechs Windrädern errichtet, obwohl die 2013 gegründete Bürgerinitiative „Rettet den Stadtwald“ Einwände dagegen vorgebracht hatte.

## Linguistik
Gemäß der Dialekteinteilung nach Wiesinger liegt der in Heenes gesprochene Dialekt in der Übergangszone von Nord- und Osthessisch, die beide Formen des Niederhessischen Dialektes sind, der wiederum dem Mitteldeutschen zuzuordnen ist.